# Glory hole

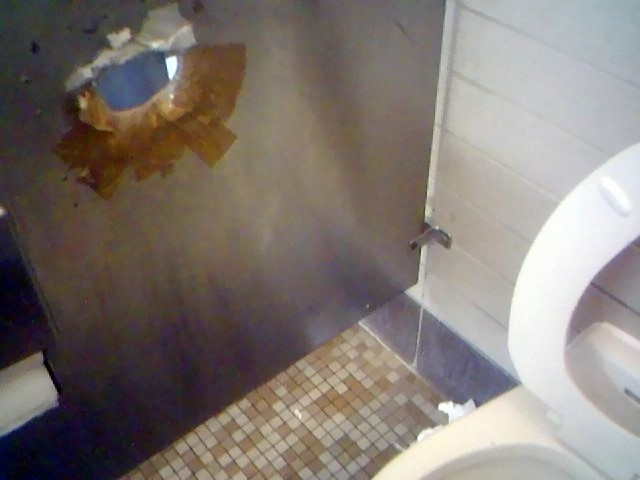
Un «glory hole» visible a la paret esquerra d'uns serveis a Califòrnia.

Un glory hole (es pot traduir com 'forat gloriós') és un forat en una paret o envà que s'utilitza per observar o mantenir relacions sexuals amb la persona que es troba a l'altre costat.